# Michaelkirche (Faßberg)

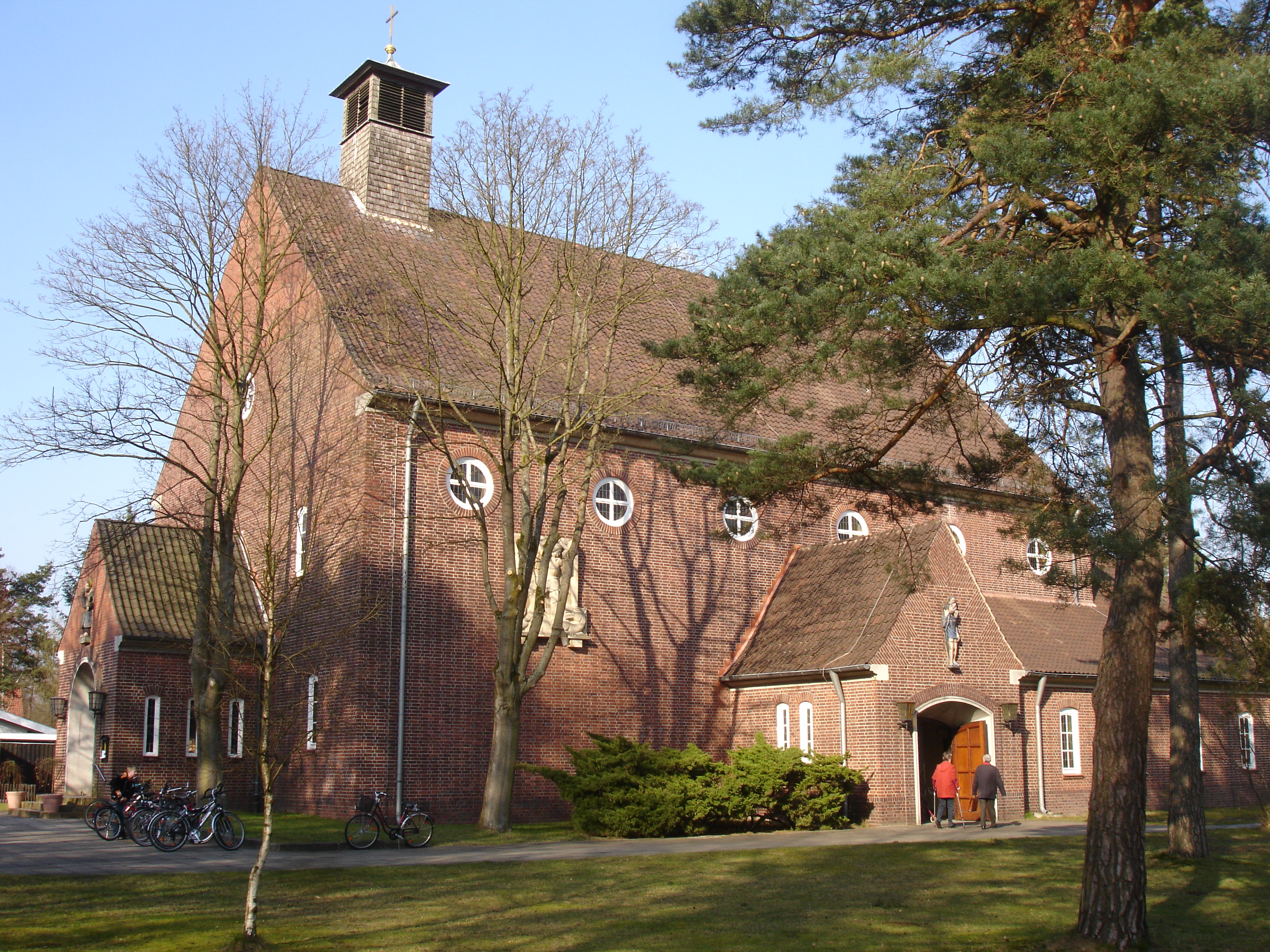
Die Michaelkirche Faßberg, Blick von Süd-West

Die Michaelkirche ist ein evangelisch-lutherisches Kirchengebäude in Faßberg im Landkreis Celle, das aus der Zeit des Nationalsozialismus stammt. Ab 2017 sorgte die Kirchenglocke mit NS-Symbolik deutschlandweit für Aufmerksamkeit.

## Baugeschichte

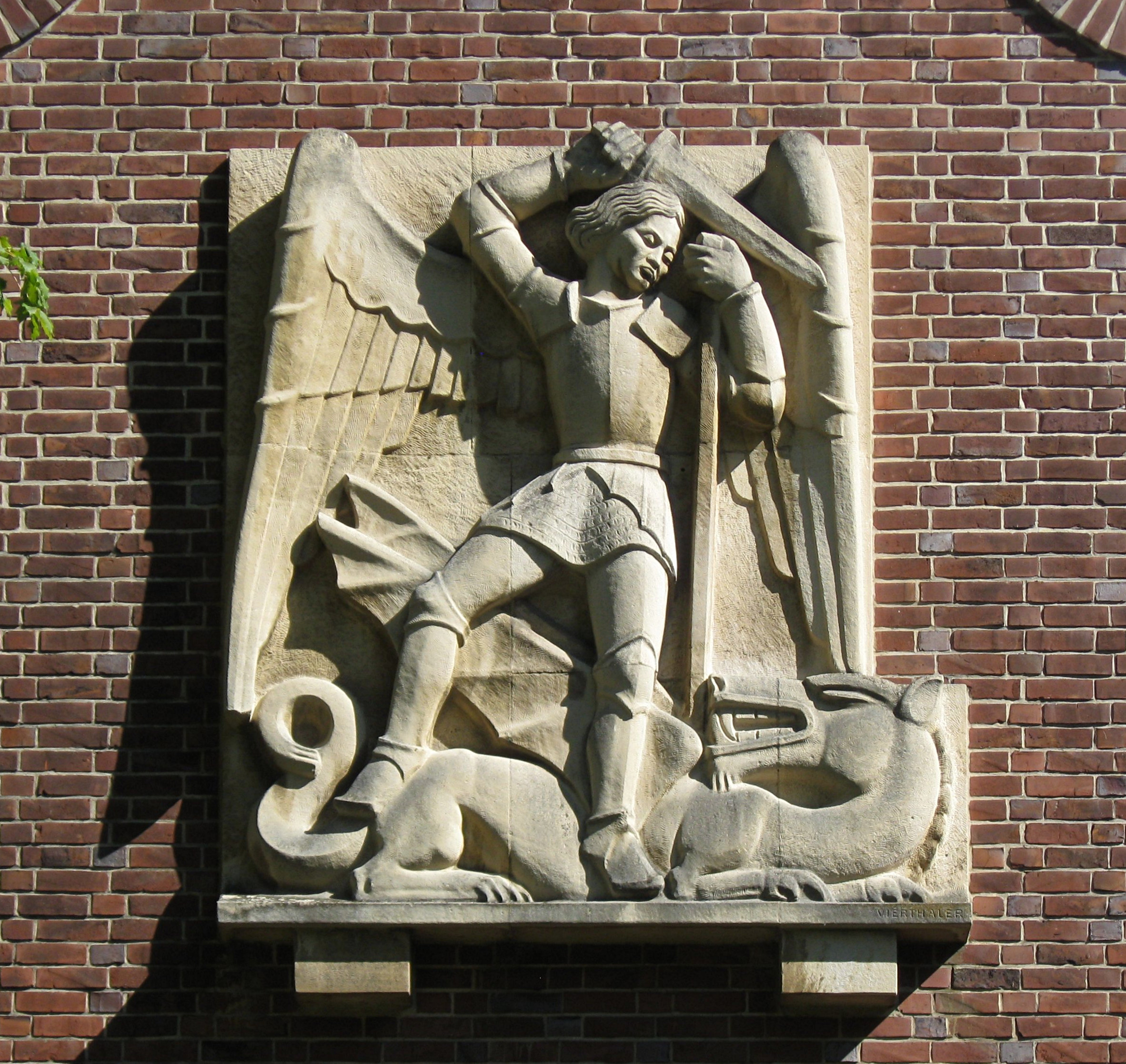
Michael-Plastik

Die evangelische Michaelkirche in Faßberg ist vermutlich der einzige Kirchenbau, deren Bau während der NS-Zeit vom Staat in Auftrag gegeben und finanziert wurde. Sie ist stilistisch geprägt vom damaligen Zeitgeist.
Hintergrund ist, dass in den Jahren 1933/1934 auf einer unbesiedelten Heidefläche der Fliegerhorst Faßberg und an seinem Rand die Luftwaffensiedlung Faßberg entstand. Man rechnete für 1935 bereits mit einer Bevölkerung von zweieinhalbtausend Menschen, so dass auch der Bau einer Garnisonkirche für die deutsche Luftwaffe geplant wurde. Zunächst wurde die Kirchengemeinde von Müden (Örtze) aus betreut.
Am 17. Dezember 1938 übergab der Architekt Wilhelm Kröger aus Hannover die neue Kirche an den Vorsteher des Gutes Faßberg. Die feierliche Einweihung erfolgte am 18. Dezember 1938, dem 4. Adventssonntag. Zunächst wurde ein evangelischer Gottesdienst gefeiert, gleich im Anschluss eine römisch-katholische Messe. Die Kirche war als Simultankirche für beide Konfessionen errichtet worden. Die fünf Weihwasserbecken an den Eingängen und der Beichtstuhl weisen auf die ursprüngliche Mitnutzung durch die römisch-katholische Gemeinde hin.
Die Kirche erhielt bei ihrer Weihe 1938 keinen Namen. Die Cellesche Zeitung berichtete am 19. Dezember 1938 über die Kirchweihe unter der Überschrift: Die neue Garnison-Kirche in Faßberg. Die große Michael-Plastik an der südlichen Außenwand der Kirche präsentiert die Zeitung unter dem Titel: „Georg, der Drachentöter, das Symbol deutschen Soldatentums.“ Es stellt aber nicht Georg, sondern den Erzengel Michael im Kampf gegen den Satan in Gestalt eines Drachen dar (Offb 12,7-11 ).
Im Jahr 1947 wurde Faßberg eine eigene Kirchengemeinde der Ev.-luth. Landeskirche Hannovers. Die Kirche erhielt nun in Anlehnung an die Michael-Plastik den Namen „Michael-Kirche Faßberg“.
Das Gebäude war zunächst Eigentum des Deutschen Reiches. Ab 1. August 1949 wurde sie der evangelischen und römisch-katholischen Gemeinde auf unbestimmte Zeit zur Verfügung gestellt. Sie wurde schließlich am 22. November 1966 käuflich Eigentum der evangelischen Michaelkirchengemeinde. Die römisch-katholische Kirchengemeinde durfte die Kirche weiter benutzen, bis ihre eigene Heilig-Geist-Kirche am 11. November 1967 geweiht wurde.
Im Frühjahr 2013 fusionierten die Kirchengemeinden der Michaelkirche Faßberg und der St.-Laurentius-Kirche Müden (Örtze).

## Architektur und Außenansicht

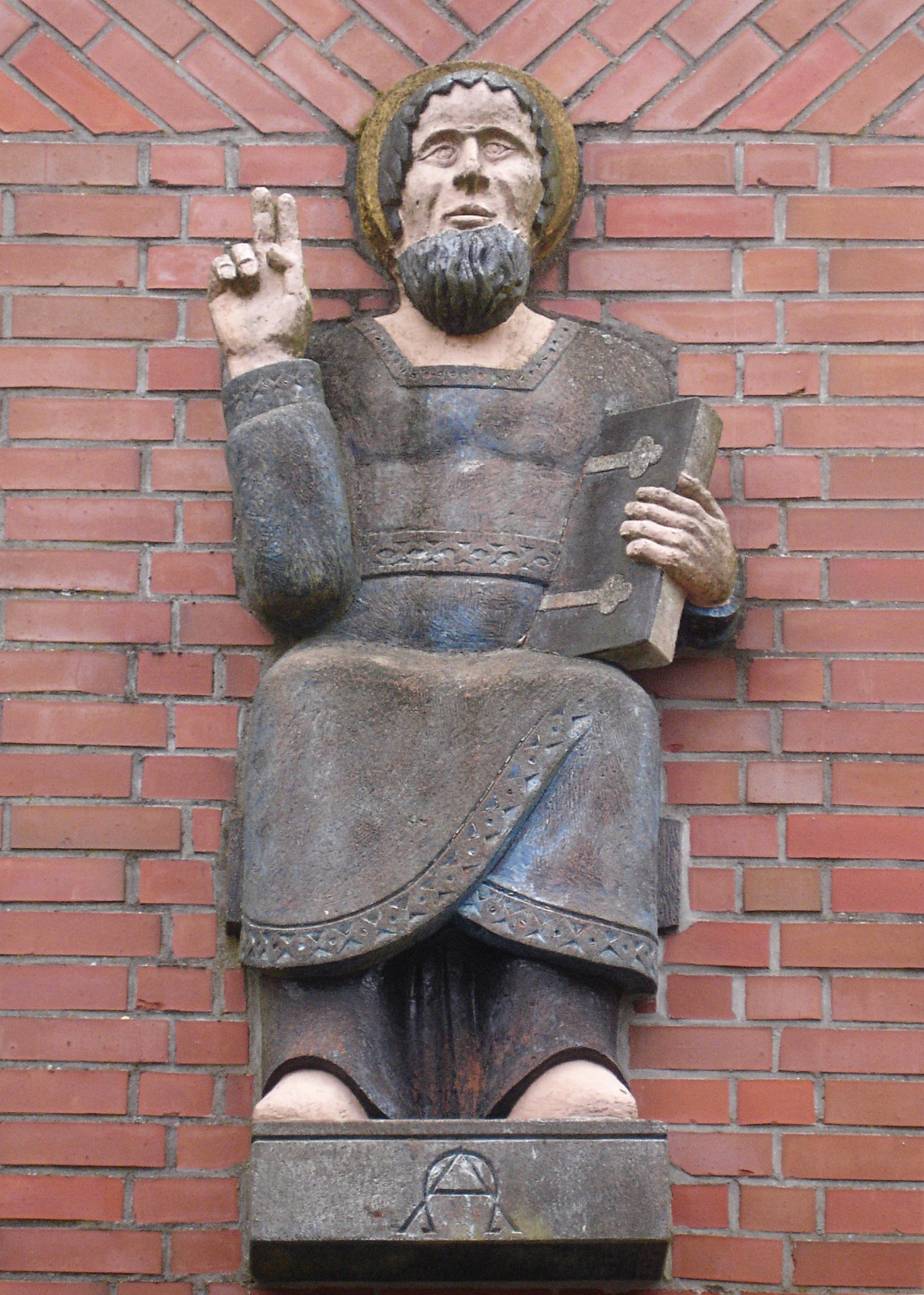
Skulptur Weltenrichter von Ludwig Vierthaler

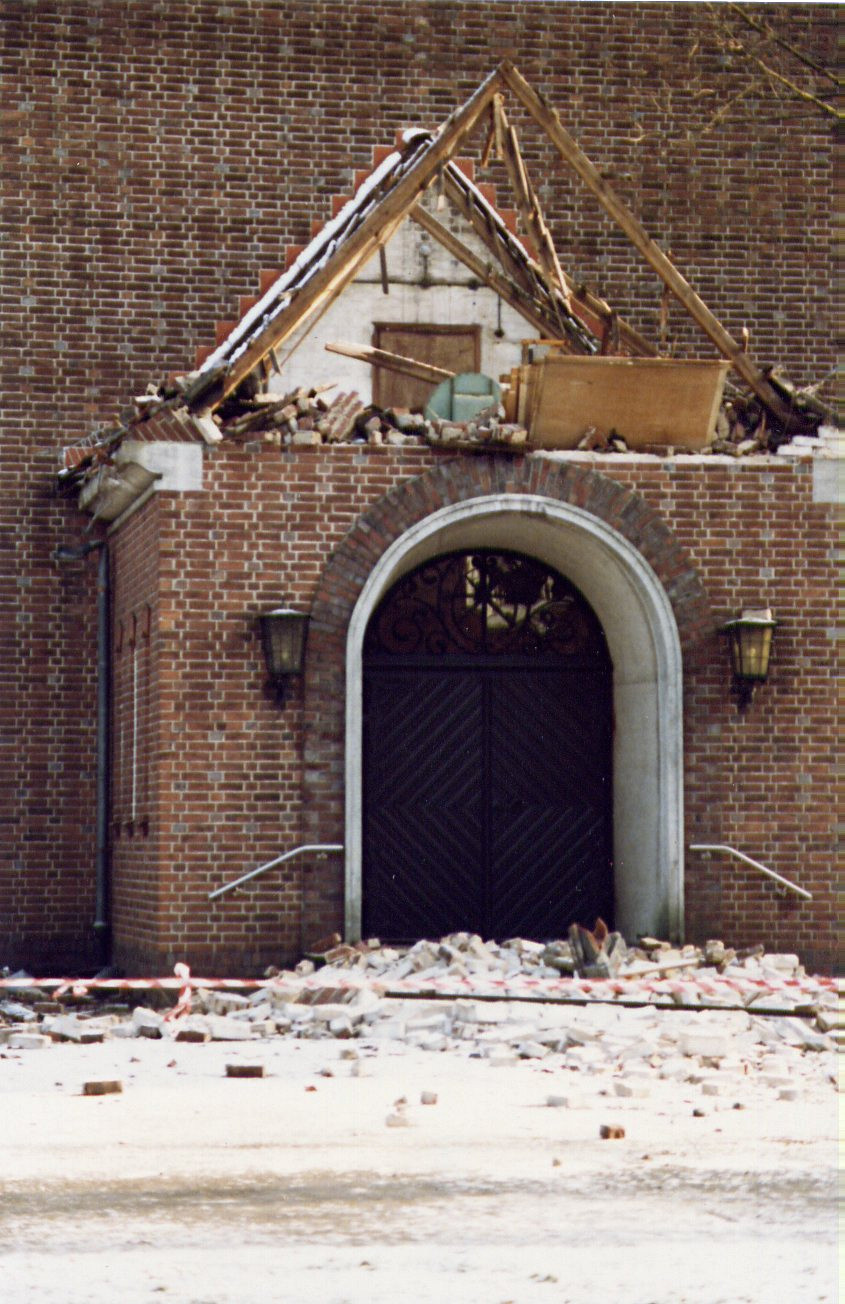
Sturmschaden, 1984

Das Kirchengebäude stellte 1934 den Mittelpunkt der Siedlung Faßberg dar. Stilistisch passte es sich dem Baustil der entstehenden Siedlung an. Es hat einen rechteckigen Grundriss, ein Satteldach und ist mit Backstein gebaut. Das Gebäude ist geostet mit dem Dachfirst in west-östlicher Richtung. Ein Kirchturm konnte wegen des nahen Fliegerhorstes nicht gebaut werden. Deshalb besitzt die Kirche nur einen einfachen Dachreiter. Dieser sitzt am Westende des Firstes und trägt jetzt als Spitze eine Kugel mit Kreuz, ursprünglich zusätzlich auch eine Wetterfahne. Mehr als drei Jahrzehnte lang gab es an jeder Seite des Dachreiters ein Zifferblatt. Im Inneren hängt eine kleine Glocke.
Der Haupteingang der Kirche liegt im Westen, ein weiterer Eingang im Süden, ein dritter an der Ostseite für die Sakristei. An der Südwand neben der Kirche ist eine Kapelle angebaut. Drei Plastiken schmücken die Kirche. Dies sind über dem Haupteingang „Christus als Weltenrichter“, über dem Seiteneingang „Christophorus“ und an der Südwand das weiße Relief „Michael im Kampf gegen den Satan“.
Im Januar 1984 stürzte der obere Teil der westlichen Giebelwand in einer Sturmnacht ein. Die Trümmer zerschlugen den Vorbau des Eingangs und mit ihm die Windversorgung der Orgel und auch die Vierthalersche Figur des „Weltenrichters“. Diese wurde wieder ersetzt, jedoch aus Kostengründen nur sehr einfach, wodurch sie nur noch wenig Ähnlichkeit mit dem Original hat.
In den 1970er Jahren wurden die vier Zifferblätter vom Dachreiter entfernt, da das mechanische Uhrwerk nicht mehr gewartet werden konnte.

## Innenraum und Inventar
Der Kirchenraum ist trotz der wenigen und relativ kleinen Fenster hell und hat einen schlichten Innenraum gehalten. Dominierend ist das große Altarfenster in der Ostwand. Es zeigt die Kreuzigung Jesu (Joh 19,30 ) und wurde von den Hamburger Glasmalern Gebr. Kuball gestaltet. Altar, Taufstein, Kanzel mit Kanzeldeckel sowie alle Außenfiguren stammen aus der Werkstatt von Ludwig Vierthaler aus Hannover. Sie zeugen in ihrer schlichten Form ohne Ornamente oder bildliche Darstellungen von Sachlichkeit, Ruhe und Offenheit. Der Schmuck durch Kruzifix, Kerzen, Antependien und Blumen wird den vielfältigen gottesdienstlichen Anlässen angepasst. 
Der Taufstein zeigt eine Halbplastik, die Taufe Jesu durch Johannes den Täufer. Rechts daneben stehen die Worte „Ein Herr, ein Glaube, eine Taufe“ (Eph 4,5 ) – für eine Simultankirche in besonderem Maße bedeutungsvoll. An der Südwand zwischen den kleinen, hohen Rundfenstern befinden sich vier weit überlebensgroße Gemälde der vier Evangelisten. Sie stammen vom Kunstmaler Werner Thiede, der sie in der typischen Art seiner Zeit schuf. Die Kanzel ist geschmückt durch die Plastik Christus als Weltenrichter, eine Parallele zur Plastik über dem Haupteingang. Der Schalldeckel trägt eine goldene Taube, die durch ihre Art der Darstellung mehrfach gedeutet werden kann als Heiliger Geist, Friedenstaube oder Luftwaffenadler. Links vom Altar ist der Grundstein so eingemauert, dass er sichtbar ist. Auf ihm finden sich der Name des Architekten Wilhelm Kröger aus Hannover und die Jahreszahl 1937/38 sowie das Emblem der Luftwaffe. Das Hakenkreuz des Emblems wurde 1945 entfernt.
Bei der Kirchenrenovierung 1977/78 wurden die ursprünglichen einfachen Kronleuchter durch wertvollere ersetzt. Der vordere Teil des Gestühls mit dunklen langen Kirchenbänken wurde durch Stühle mit hellem Bezug ausgetauscht.
Unter der Orgelempore wurden 2008 auf der linken Seite die Bänke zugunsten einer Kinderspielecke entfernt.
Von den ursprünglich 800 Sitzplätzen sind nur noch ca. 500 vorhanden. Die Seitenkapelle ist wesentlich kleiner, hat jetzt ca. 75 Sitzplätze, ist aber ebenso wie der Kirchenraum mit Altar, Taufstein, Pult, Weihwasserbecken an der Tür, einem E-Piano und mit einem Beichtstuhl ausgestattet. Für die Weihnachtszeit schuf der Bildhauer Wladimir Rudolf (Munster) im Jahre 1996/1997 die Holzfigurengruppe der Heiligen Familie – Maria, Josef und das Kind sowie Hirte und Schaf in der Größe von 75–100 cm in einem Stall, der, aus Tüchern geformt, seinen Platz direkt unter der Kanzel hat.

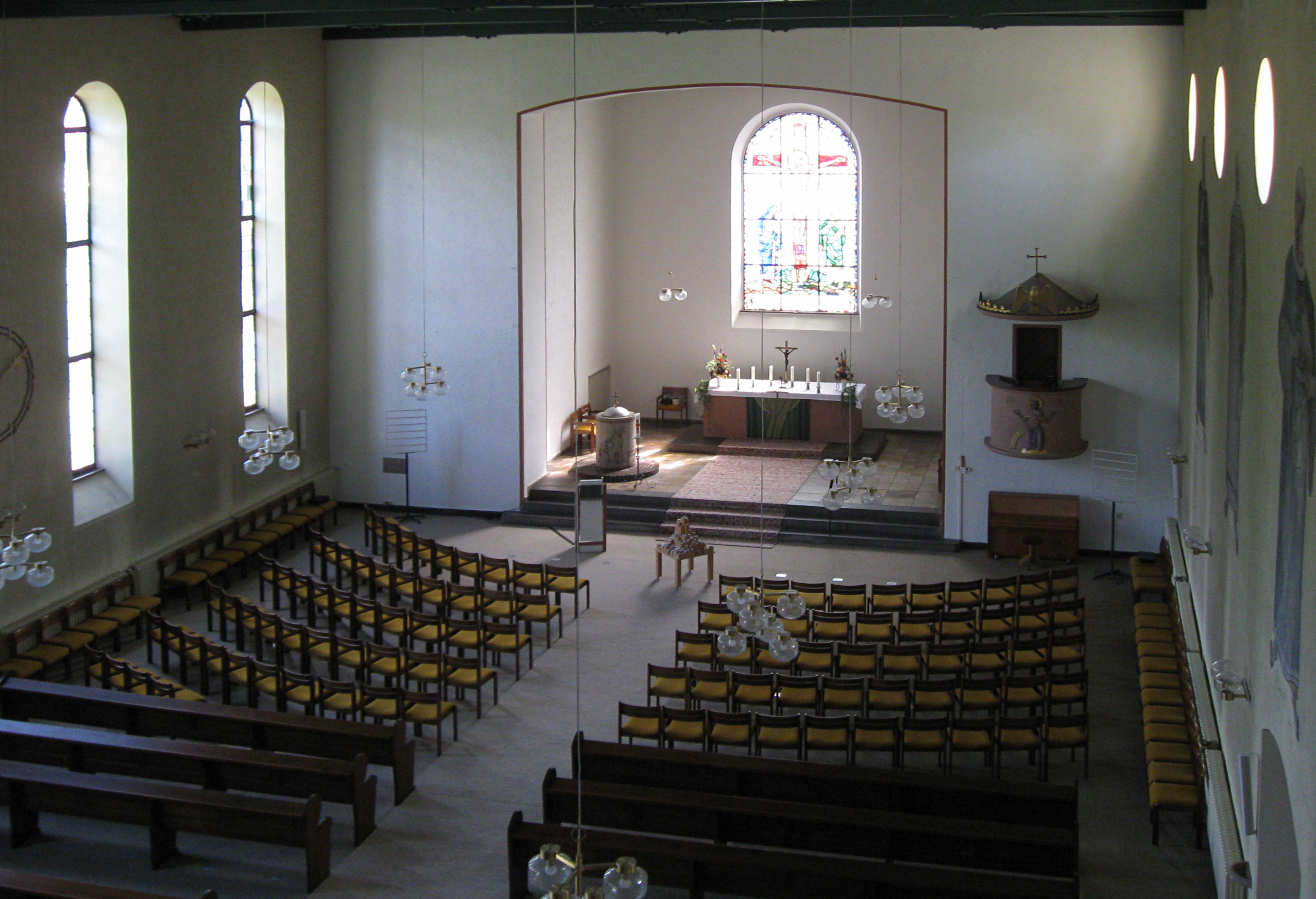
Blick zum Altar
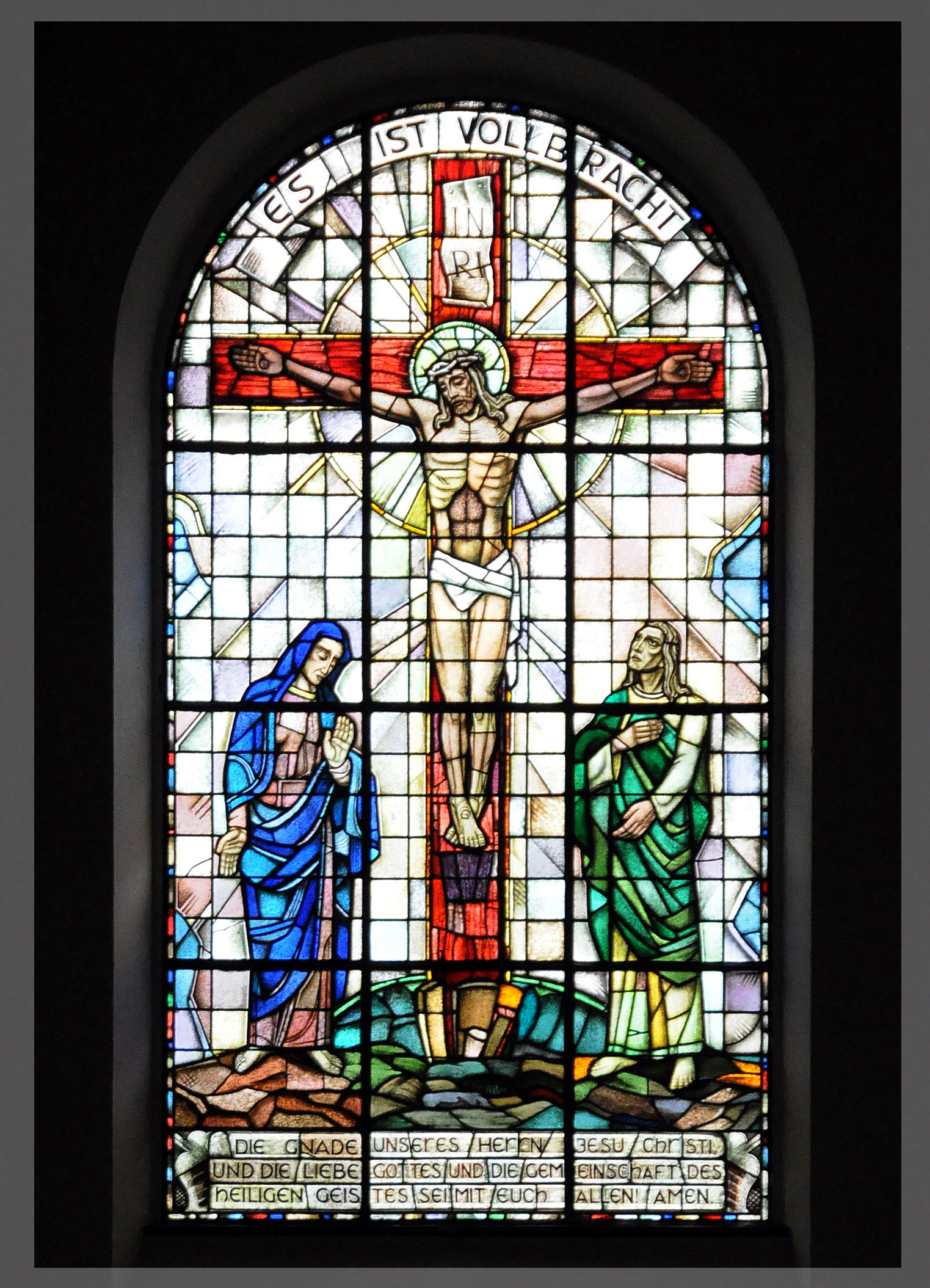
Altarfenster mit Kreuzigungsgruppe
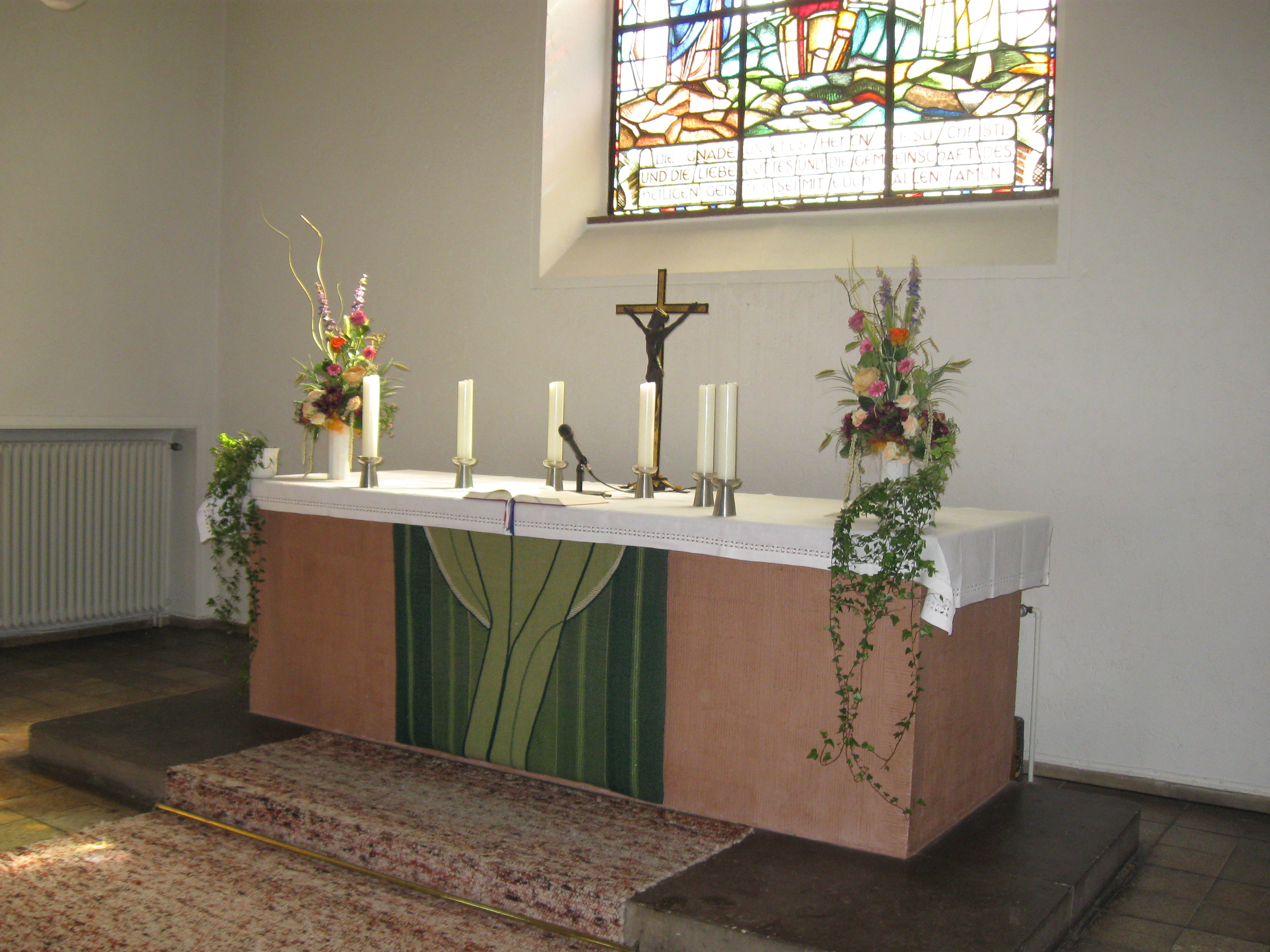
Altar im Chorraum
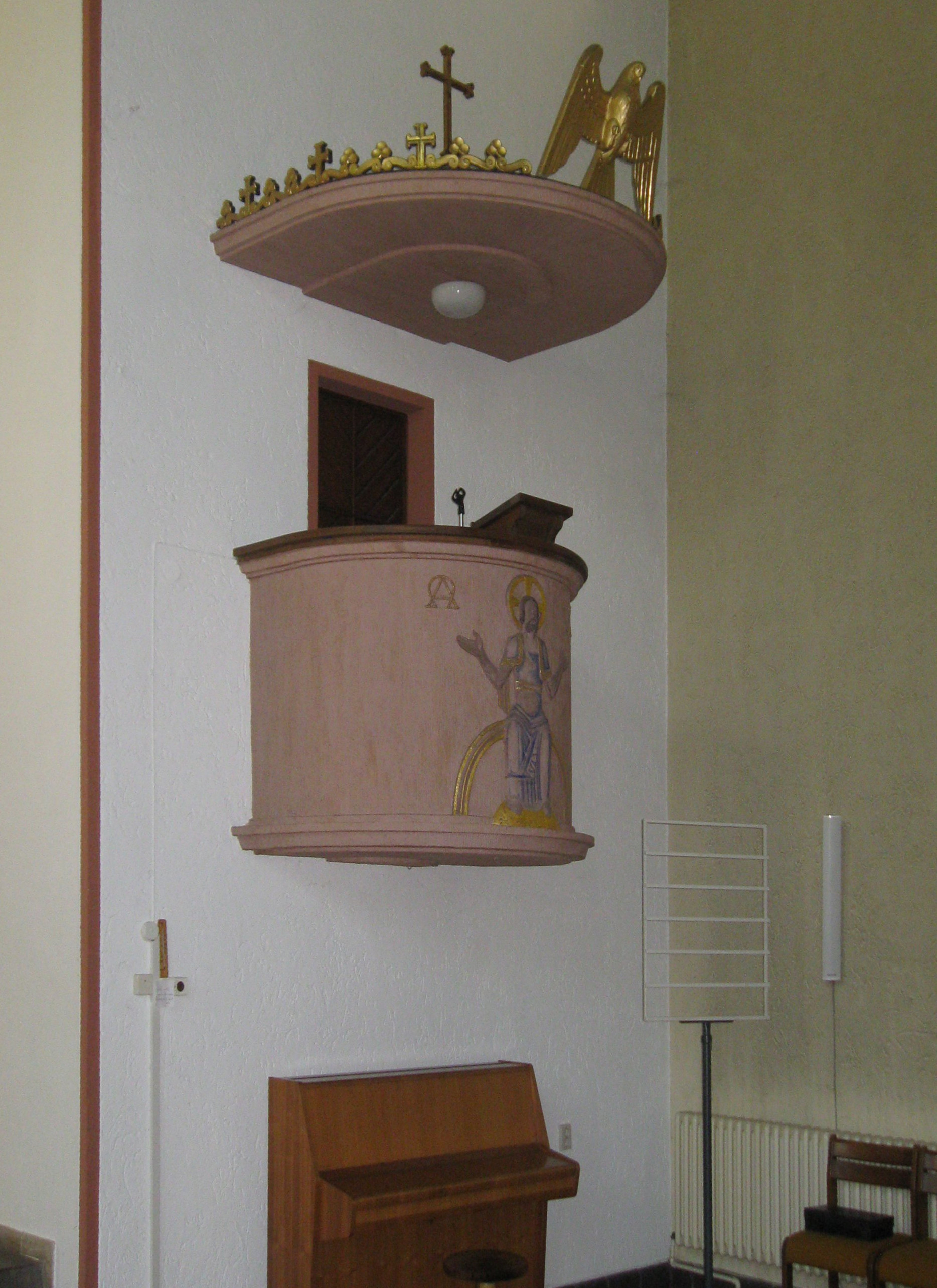
Kanzel
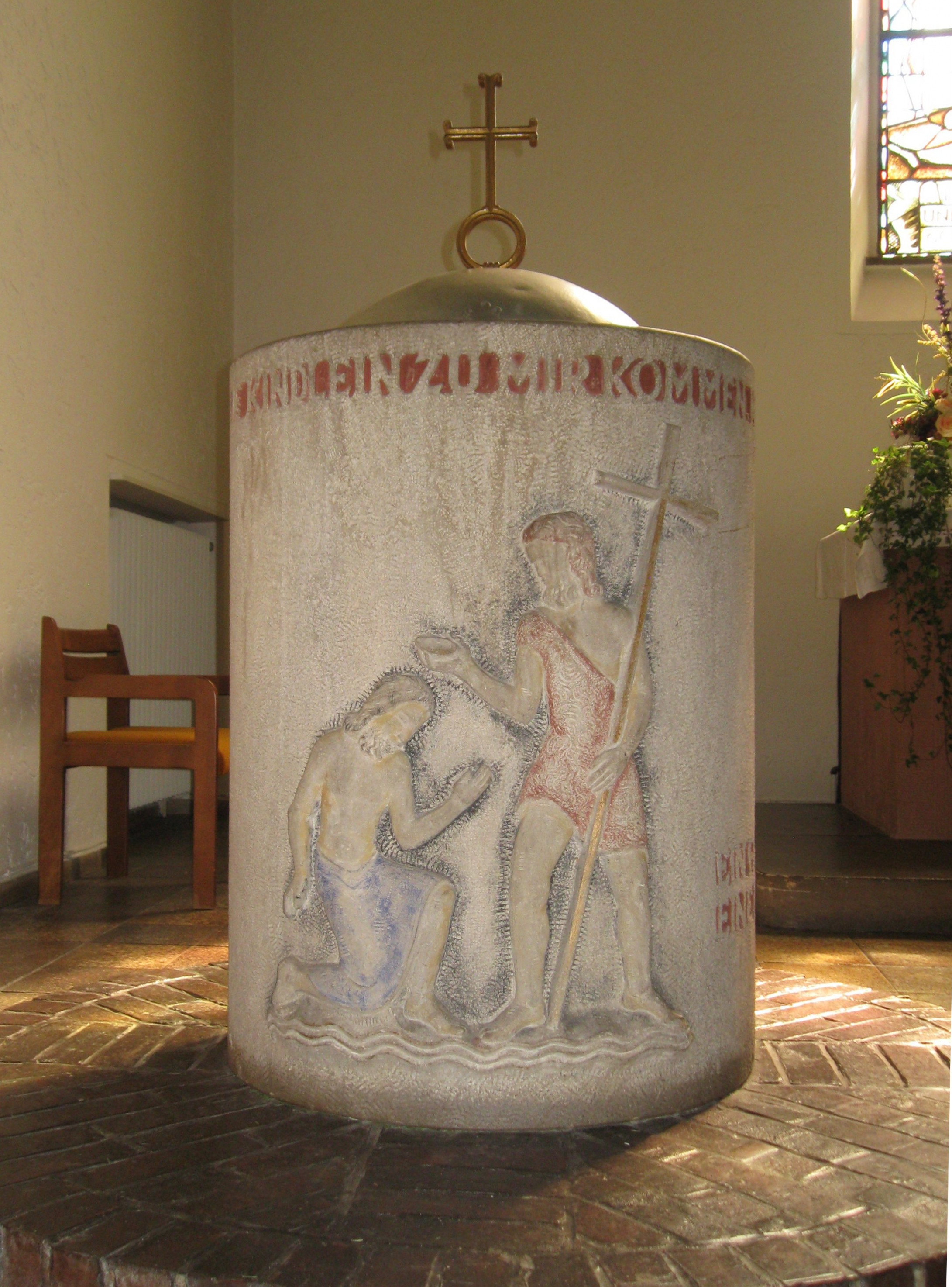
Taufstein
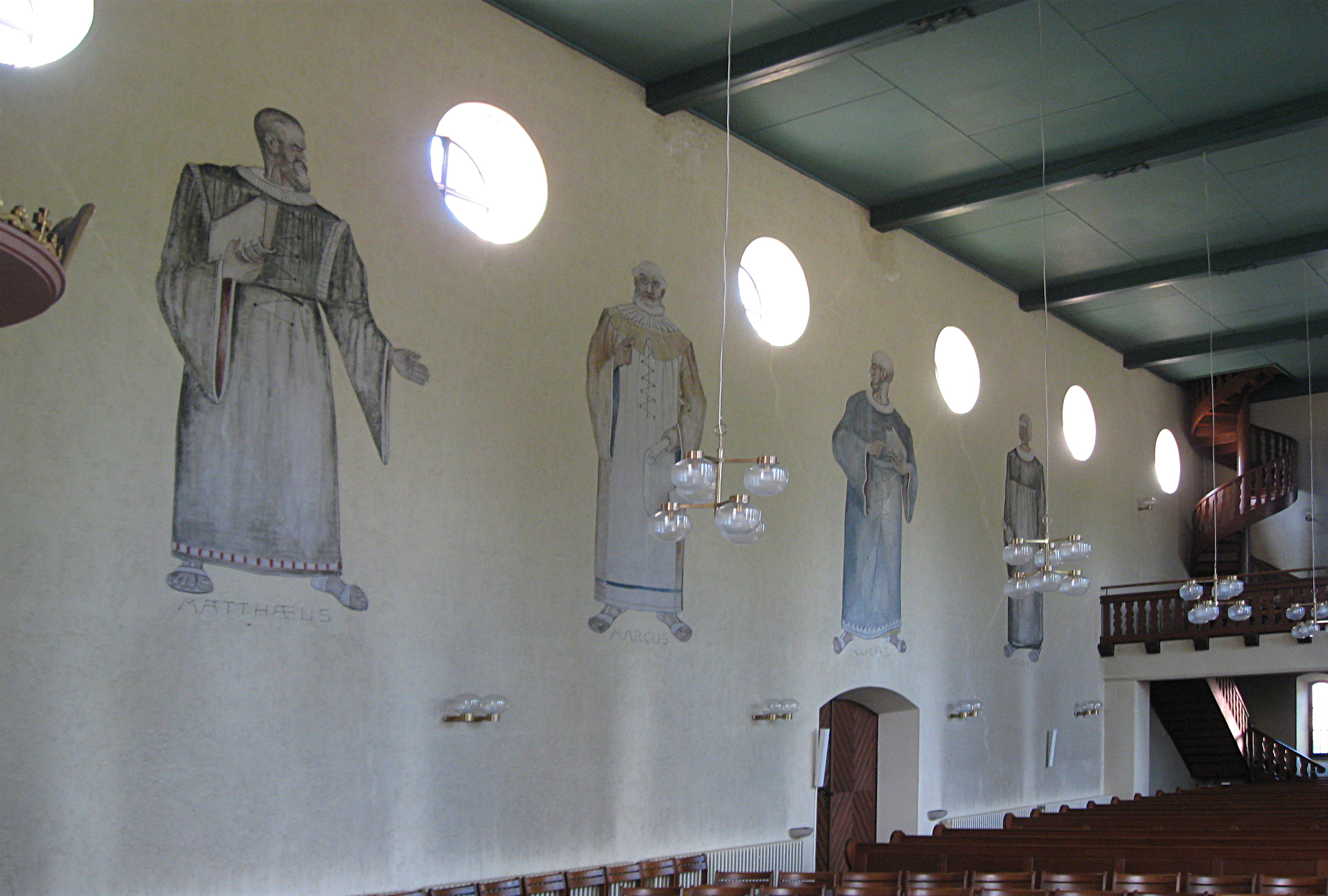
Die vier Evangelisten an der Südwand
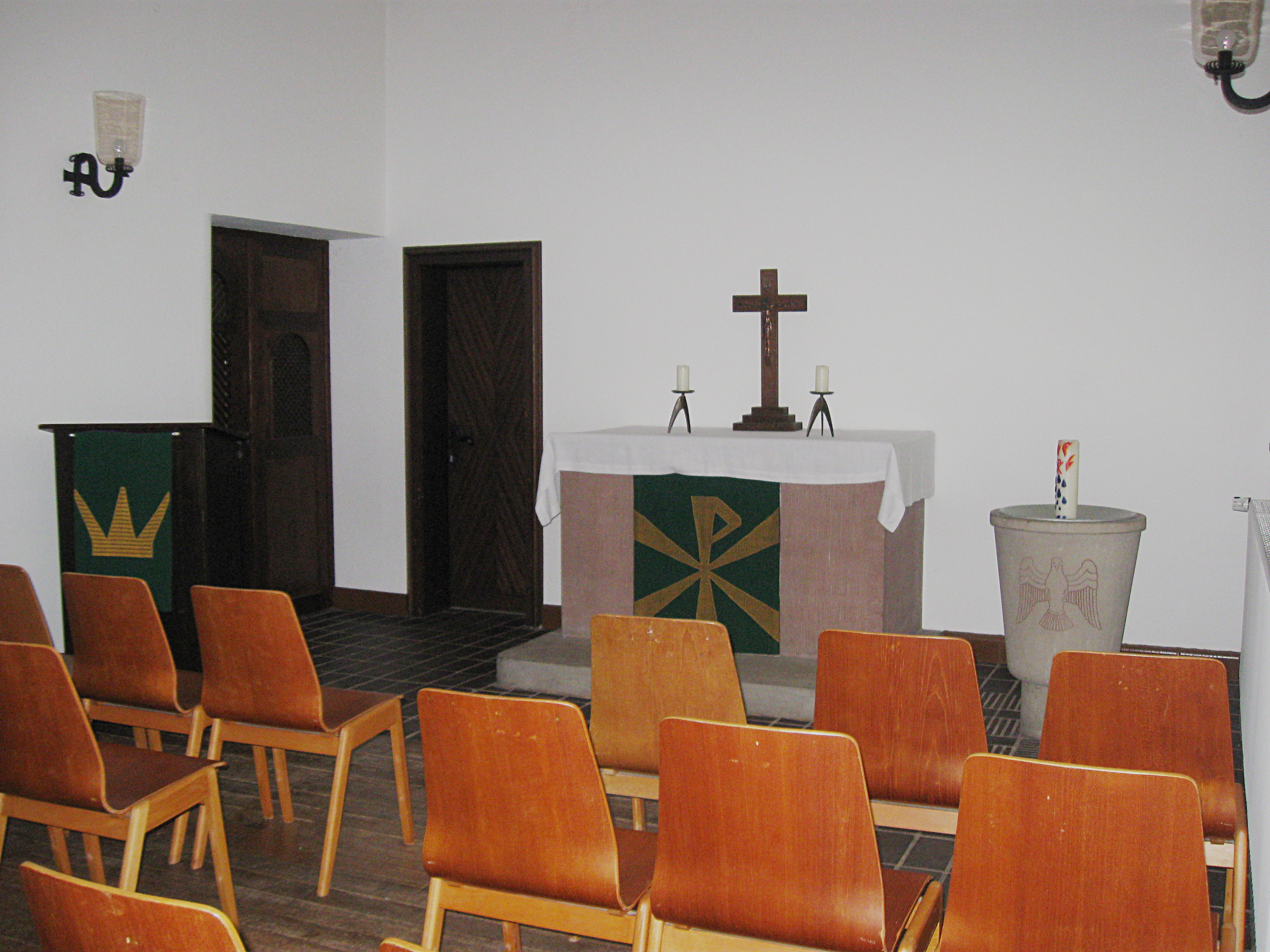
Kapelle

## NS-Glocke und Gedenkort
Im Dachreiter der Michaelkirche hing ursprünglich eine Stahlglocke von fast 200 kg mit dem Schlagton d´, die 1938 in der Zeit des Nationalsozialismus gegossen wurde. Auf ihr befindet sich in erhabenen Ziffern die Jahreszahl 1938 und darunter das Emblem der Luftwaffe als Adler mit einem Hakenkreuz. Dies sorgte ab 2017 für mediale Aufmerksamkeit im Zusammenhang mit Schlagzeilen zu weiteren „Hakenkreuz-Glocken“ in Deutschland. 2018 beschloss der Kirchenvorstand, die Glocke durch einen Neuguss zu ersetzen, was 2019 erfolgte.  Die alte Glocke wurde zunächst auf dem Kirchenboden eingelagert und es gab in der Bevölkerung Diskussionen über den Umgang mit ihr als geschichtlichem Relikt. 2025 wurde bei einer öffentlichen Veranstaltung unter Beteiligung der Stiftung niedersächsische Gedenkstätten beschlossen, einen Lern- und Gedenkort zur Geschichte der Michaelkirche entstehen zu lassen. Darin soll die umstrittene Kirchenglocke öffentlich ausgestellt werden. Die 2019 in Faßberg aufgrund des Glockenstreits gegründete Geschichtswerkstatt fordert für den Lern- und Gedenkort eine Befassung mit weiteren Darstellungen in der Kirche. Dies sind ein Luftwaffen-Adler auf dem Grundstein neben dem Altar und ein goldener Vogel über der Kanzel in der Art eines Luftwaffen-Adlers. Auch seien die Wandbilder der vier Evangelisten von einem NS-Funktionär gemalt worden und erinnern mit ihren Wikinger-Tuniken an NS-Darstellungen der nordischen „Herrenrasse“.

## Orgeln

### Neubau 1939

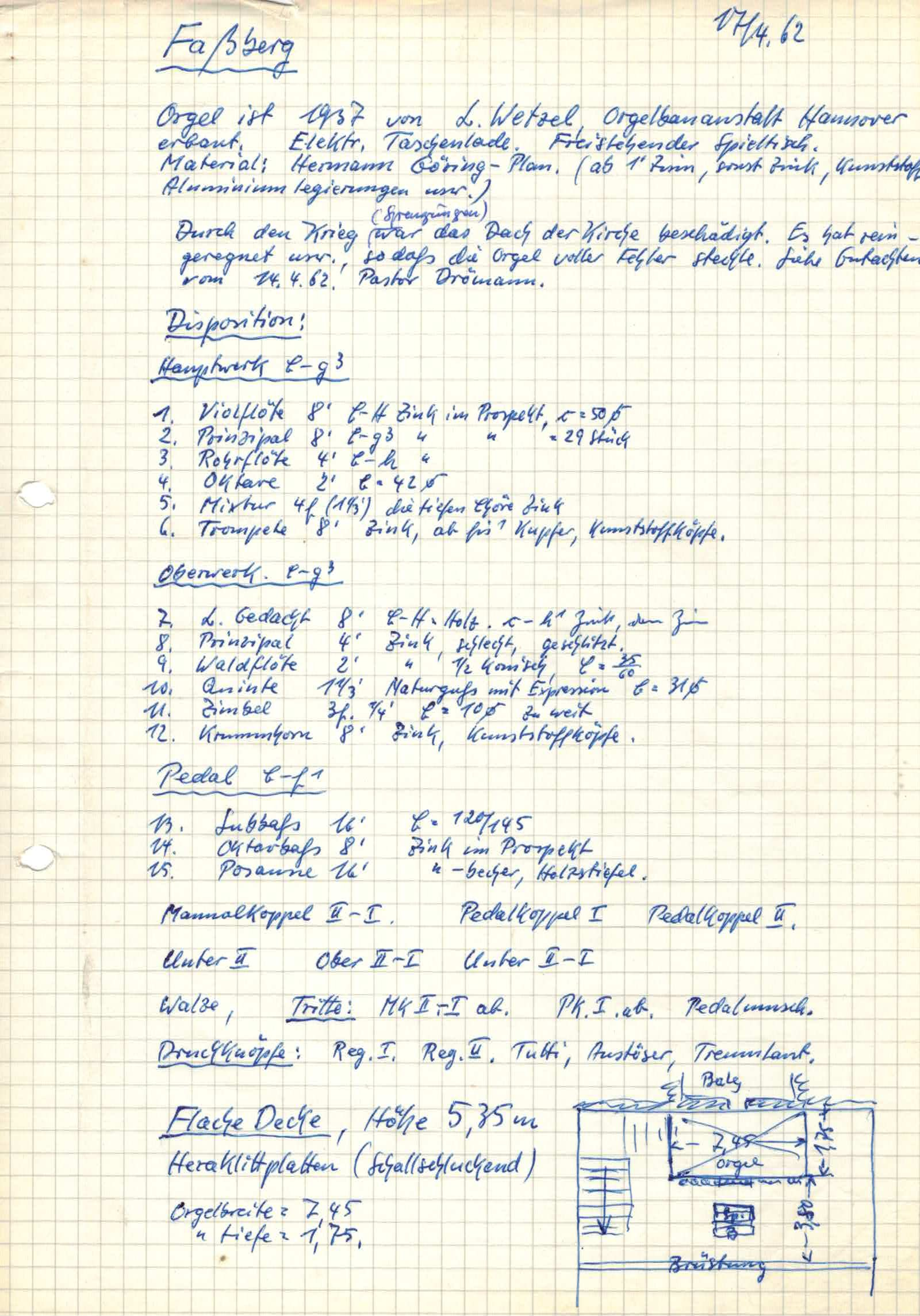
Beschreibung Wetzel Orgel durch die Firma Schmidt & Thiemann 1962.

Nachdem die Kirche 1936 gebaut und eingeweiht worden war, wurde die erste Orgel durch Lothar Wetzel auf der Empore, gegenüber von Altar und Kanzel, errichtet. Sie verfügte über 15 Register auf zwei Manualen und Pedal, elektrische Traktur, Taschenladen und einen Freipfeifenprospekt. Der elektrische Spieltisch war an der Emporenbrüstung gegen das Gehäuse aufgestellt. 
| I Manual C – f′′′ |    |
| Prinzipal         | 8′ |
| Violflöte         | 8′ |
| Rohrflöte         | 4′ |
| Oktave            | 2′ |
| Mixtur IV         |    |
| Trompete          | 8′ |

| II Manual C–f′′′ |       |
| Lieblich Gedackt | 8′    |
| Prinzipal        | 4′    |
| Waldflöte        | 2′    |
| Quinte           | 1 ⁄3′ |
| Zimbel III       |       |
| Krummhorn        | 8′    |

| Pedal C–f′ |     |
| Subbass    | 16′ |
| Oktavbass  | 8′  |
| Posaune    | 16′ |

- Koppeln: II/I, I/P, II/P, Suboktavkoppel II/I, II/II, Superoktavkoppel II/I

Diese ursprüngliche Orgel hatte nach Kriegsende durch fehlende Dachpfannen (Wasserschäden) so stark gelitten, dass sie 1963 durch eine neue Orgel ersetzt werden musste.

### Erwerb einer gebrauchten Orgel 1963

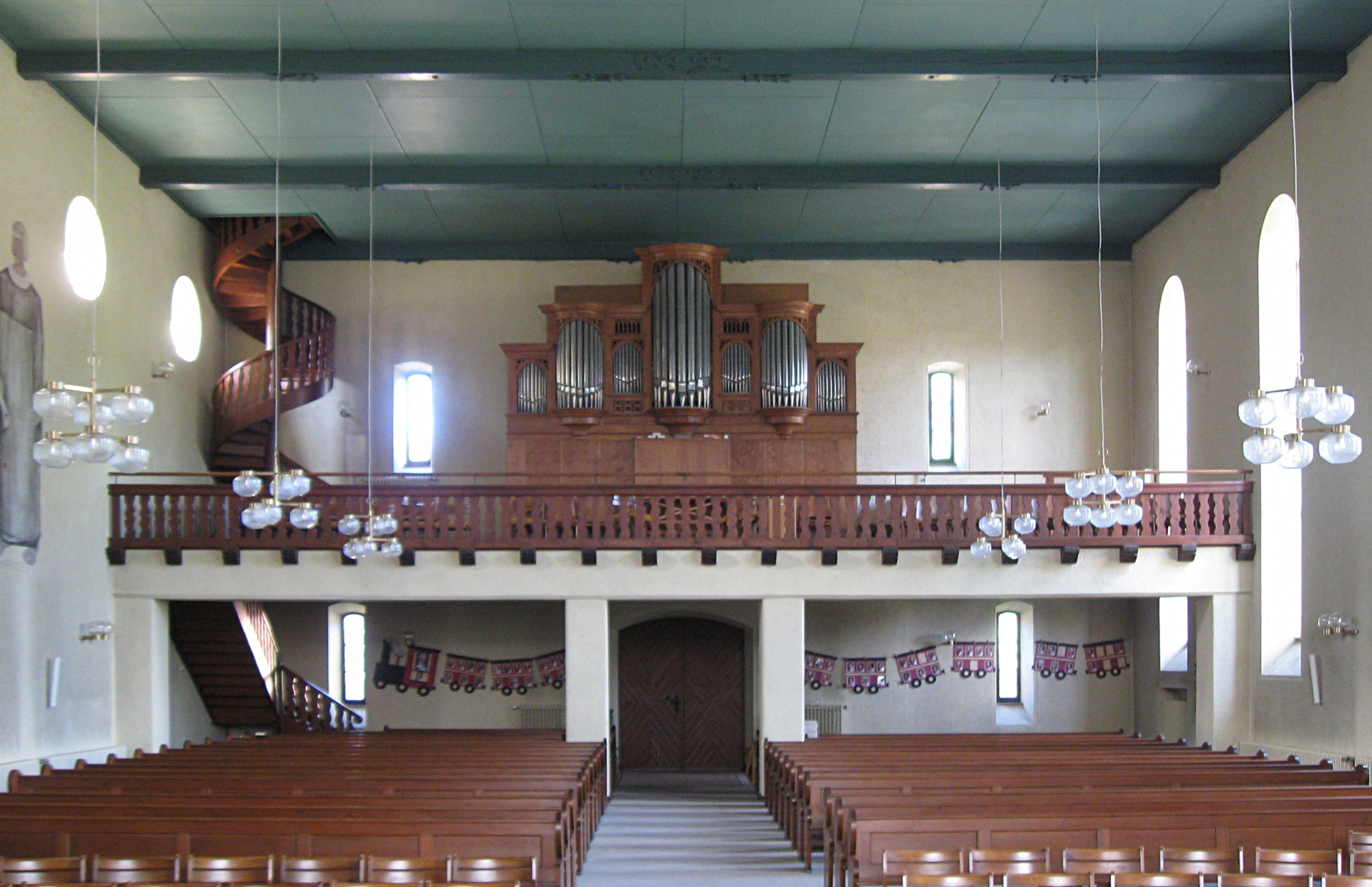
Furtwängler-Orgel auf der Empore

Nachdem die Wetzel-Orgel abgängig war, erwarb die Kirchengemeinde 1963 die Furtwängler & Söhne-Orgel der ev.-luth. Kirche in Apelern (Opus 53, 1858). Im Zuge der im selben Jahr stattfindenden Umsetzung wurde der untere und die seitlichen Teile des Gehäuses, die Trakturen und die Klaviaturen neu gebaut. 1984 erhielt die Orgel einen neuen Magazinbalg, der auf der Empore neben der Orgel positioniert wurde.
Das Instrument verfügt über 23 Register, die auf zwei Manuale und Pedal verteilt sind. Die Trakturen sind mechanisch, die Windladen als Schleifladen ausgeführt. Die Pfeifen der Manuale stehen auf einer gemeinsamen Zwillingslade.
| I Manual C, D–f′′′ |       |  |
| Quintade           | 16′   |  |
| Prinzipal          | 8′    |  |
| Rohrflöte          | 8′    |  |
| Dolceflöte         | 8′    |  |
| Oktave             | 4′    |  |
| Gedacktflöte       | 4′    |  |
| Quinte             | 2 ⁄3′ |  |
| Oktave             | 2′    |  |
| Waldflöte          | 2′    |  |
| Mixtur IV–VI       |       |  |
| Cornett III–V      |       |  |
| Trompete           | 8′ X  |  |

| II Manual C, D–f′′′ |       |  |
| Gedackt             | 8′    |  |
| Spitzflöte          | 4′    |  |
| Gemshorn            | 2′    |  |
| Quinte              | 1 ⁄3′ |  |
| Zimbel III          |       |  |
| Krummhorn           | 8′ X  |  |

| Pedal C–f′ |       |  |
| Subbass    | 16′   |  |
| Prinzipal  | 8′    |  |
| Oktave     | 4′    |  |
| Mixtur IV  |       |  |
| Posaune    | 16′ X |  |

Tremulant auf das ganze Werk
- Koppeln:
  - Normalkoppeln: II/I, I/P

X = Orgelbauer Wetzel 1939